# Congreveraketer

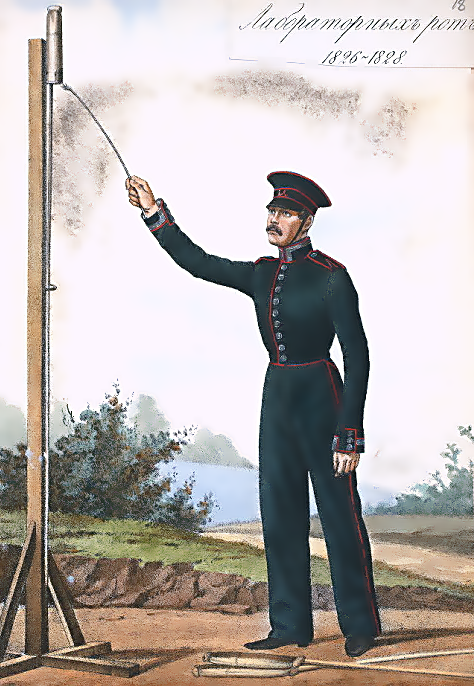
Rysk soldat med en Congreveraket, slutet av 1820-talet.

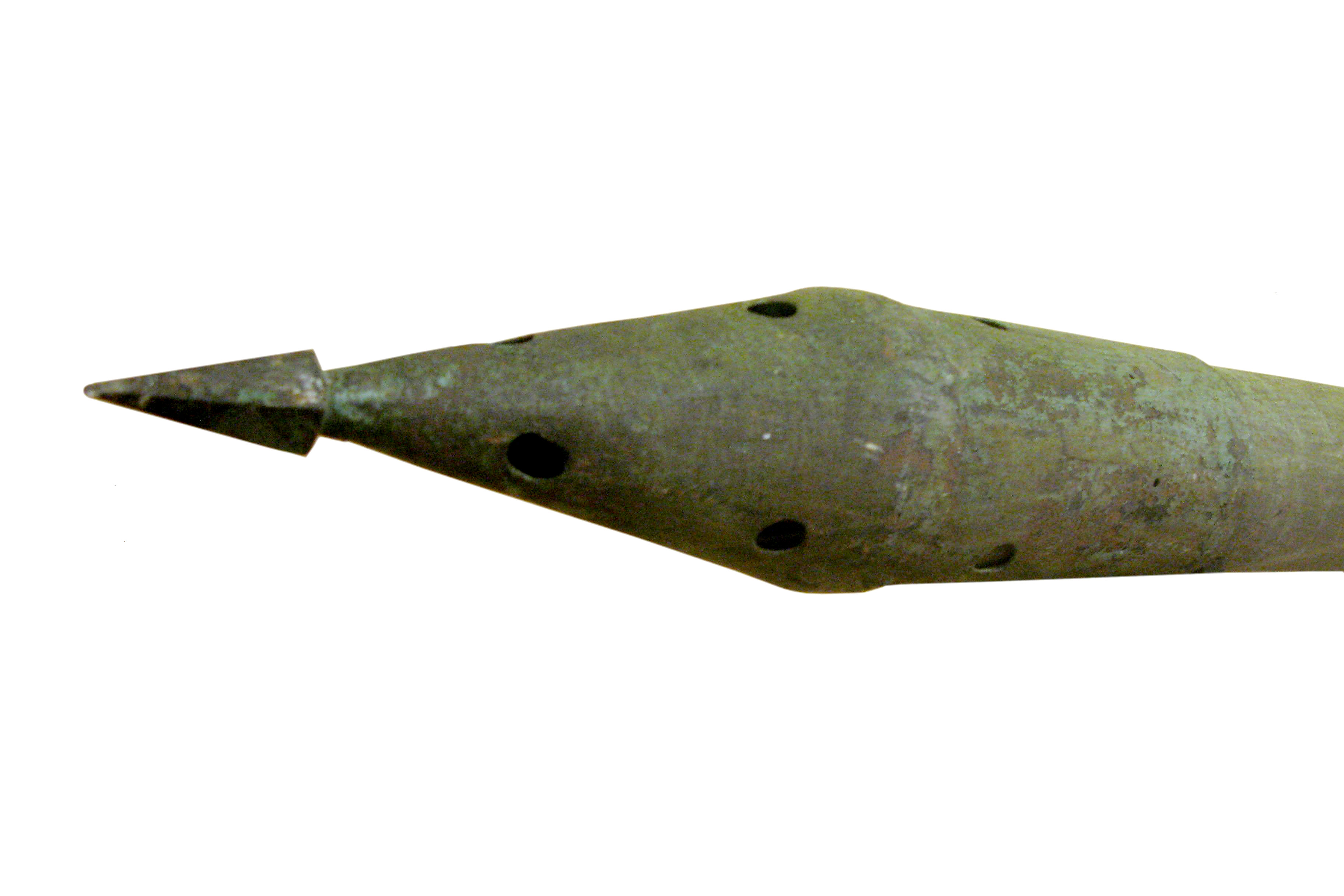
Spetsen på en Congreveraket.

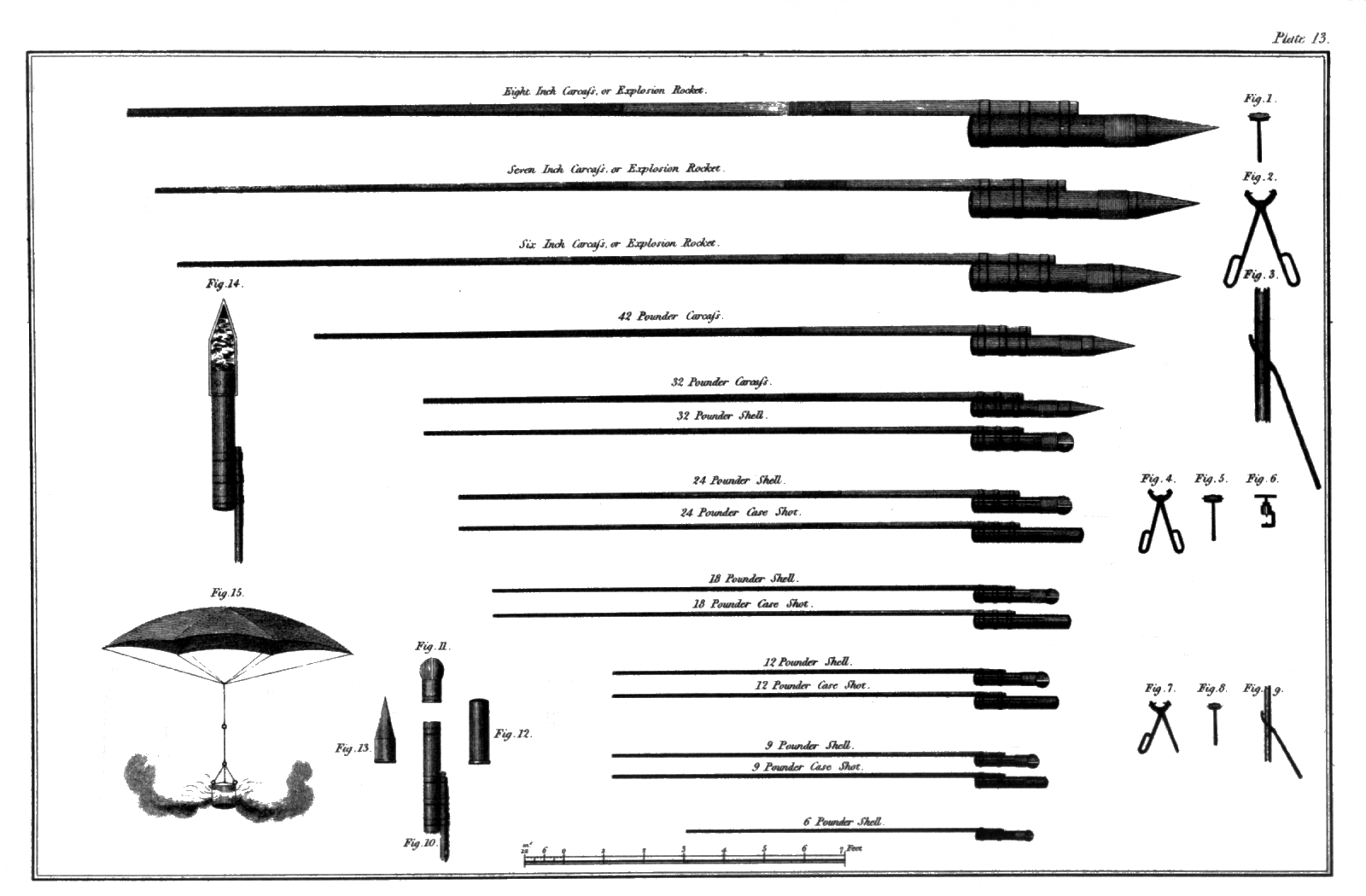
Congreveraketer, från William Congreves originalteckningar.

Congreveraketer var ett brittiskt vapen, konstruerat av britten William Congreve år 1804. 
Britterna hade under krigen i Indien i slutet av 1700-talet bittert fått erfara effekten av de av järnrör tillverkade raketer som användes av furstendömet Mysores raketartilleri i de arméer som leddes av furstarna Tippo Sahib och hans far Haider Ali. Det var vid det tredje slaget vid Panipat år 1761 som britterna fick erfara den massiva effekten av de indiska raketerna, när ungefär 2.000 raketer avfyrades mot dem samtidigt.

## Utveckling i Indien
Tippo Sahibs raketer varierade i storlek, men bestod typiskt av omkring 20 centimeter långa järnrör, med en diameter på 3 till 7 centimeter, fästa vid drygt meterlånga bamburör. Cylindern fylldes med brännbart material och krut. En större raket fylld med ett halvt kilo krut kunde färdas en kilometer. Tippo Sahib hade 200 raketsoldater i varje cushoon (brigad) och Mysore hade 16-24 infantericushooner. Soldaterna hade lärt sig hur man kunde beräkna projektilbanans parabolkurva och variera avskjutningsvinkeln för att träffa rätt. 

### Taktik
Tippo Sahib hade vidareutvecklat tekniken genom att konstruera ”raketorglar”, som kunde avfyra fem till tio raketer samtidigt. En del av raketerna försåg han dessutom med järnspetsar eller stålblad för att åstadkomma mer skada. Några av fadern Haider Alis raketer hade även försetts med perforerade cylindrar, så att vinden kunde fånga lågan och orsaka brand i det material som träffats.

## Utveckling i England
Effekten av dessa indiska vapen var så imponerande på britterna att överste William Congreve (1772–1828) fick inspiration att konstruera egna raketer. Congreve var son till controllern vid Royal Arsenal i London William Congreve den äldre, som sedan 1783 var ansvarig för kruttillverkningen i Storbritannien. Flera av raketerna från Mysore sändes över till England och från 1801 satte överste Congreve igång ett forsknings- och utvecklingsprogram baserat på studier av de indiska raketerna. 

### Förbättringar
Congreve utvecklade ett nytt drivmedel för raketerna och konstruerade en raketmotor samt ett kraftigt järnrör med konisk spets. Längst fram på spetsen placerades en liten pil. Järnröret fästes på en träpåle. År 1815 förbättrade han avskjutningsställningen av trä genom att lägga till en basplatta. Raketen avfyrades genom att en flintlåsmekanism utlöstes då man ryckte i en lång tråd. Pjäsens vikt var 14,5 kg.
Raketen demonstrerades första gången 1805. Räckvidden var omkring 3 kilometer, men raketerna var ganska opålitliga och exploderade ofta innan de nått sitt mål. Effekten av vapnet var lika mycket psykologisk som fysisk och det användes alltid samtidigt med övrigt artilleri.

### Användning i Europa & USA
Congreveraketer skulle snart börja användas systematiskt av britterna under de pågående napoleonkrigen. År 1806 bombarderades Boulogne i Frankrike, vilket ledde till en kraftig eldsvåda i staden. År 1807 anfölls Köpenhamn i en brittisk attack, det s.k. slaget om Köpenhamn eller Köpenhamns bombardemang, då 14.000 projektiler skickades in i staden, av dem var ungefär 300 Congreveraketer. 2.000 civila dog och en femtedel av stadens byggnader brann ner eller skadades svårt. År 1813 angreps Gdańsk (Republiken Danzig, som proklamerats av Napoleon I i september 1807) på ett liknande sätt, vilket medförde att stadens livsmedelsförråd sattes i brand, varpå staden kapitulerade.
Under Storbritanniens konfrontation med USA under 1812 års krig använde de brittiska trupperna Congreveraketer vid slaget vid Bladensburg, vilket senare ledde till att huvudstaden Washington D.C. brändes och fick kapitulera till engelsmännen.
I  Slaget vid Leipzig 1813 hade Koalitionsarmén en brittisk avdelning bestående av ridande artilleri utrustat med Congreveraketer.
Det var britternas användning av Congreveraketer när Fort McHenry i USA attackerades år 1814 som inspirerade Francis Scott Key att skriva den femte raden i den amerikanska nationalsången The Star-Spangled Banner: "And the rockets’ red glare, the bombs bursting in air".
Congreve vidareutvecklade flera av sina raketer och försåg dem med laddningar från 1 till 10 kg krut. De med 10 kilograms laddning användes mest. Congreveraketerna användes fram till 1850-talet.
År 1804 publicerade Congreve "A concise account of the origin and progress of the rocket system".

### Allmänna källor
- Tipu Biography - Mysore History
- British Rockets